# Liste der Baudenkmale in Potsdam/T
Dieser Teil der Liste beinhaltet die Denkmale in Potsdam, die sich in Straßen befinden, die mit T beginnen. Der Stand der Liste ist der 31. Dezember 2020.

## Legende
In den Spalten befinden sich folgende Informationen:
- ID-Nr.: Die Nummer wird vom Brandenburgischen Landesamt für Denkmalpflege vergeben. Ein Link hinter der Nummer führt zum Eintrag über das Denkmal in der Denkmaldatenbank. In dieser Spalte kann sich zusätzlich das Wort Wikidata befinden, der entsprechende Link führt zu Angaben zu diesem Denkmal bei Wikidata.
- Lage: die Adresse des Denkmales und die geographischen Koordinaten. Link zu einem Kartenansichtstool, um Koordinaten zu setzen. In der Kartenansicht sind Denkmale ohne Koordinaten mit einem roten beziehungsweise orangen Marker dargestellt und können in der Karte gesetzt werden. Denkmale ohne Bild sind mit einem blauen bzw. roten Marker gekennzeichnet, Denkmale mit Bild mit einem grünen beziehungsweise orangen Marker.
- Bezeichnung: Bezeichnung in den offiziellen Listen des Brandenburgischen Landesamtes für Denkmalpflege. Ein Link hinter der Bezeichnung führt zum Wikipedia-Artikel über das Denkmal.
- Beschreibung: die Beschreibung des Denkmales
- Bild: ein Bild des Denkmales und gegebenenfalls einen Link zu weiteren Fotos des Baudenkmals im Medienarchiv Wikimedia Commons

## Baudenkmale
| ID-Nr.   | Lage                                           | Bezeichnung | Beschreibung | Bild |
| -------- | ---------------------------------------------- | --- | --- | --- |
| 09156548 | Teltower Vorstadt Telegraphenberg (Lage)       | Königliche Observatorien für Astrophysik, Meteorologie und Geodäsie mit Erweiterungen (heute Wissenschaftspark Albert Einstein): Toranlage und Pförtnerhaus (A 41), Maschinen- und Pumpenhaus (A 37), Maschinistenhaus (A 40), Brunnenhaus (A 39); Astrophysikalisches Observatorium mit Hauptgebäude (A 31), Kuppelgebäude für den photographischen Refraktor (A 32), Kuppelgebäude mit Großem Refraktor (A 27), Einsteinturm mit Turmteleskop (A 22), Gebäude für Refraktor (A 23), Direktorenwohnhaus (A 33), Beamtenwohnhaus (A 26), Observatorenwohnhäuser (A 3, A 6), Assistentenwohnhaus (A 5), Wohnhaus „Freundlichhaus“ (A 34), Maschinenhaus (A 28), Wirtschaftsgebäude mit Hof (A 36); Laborgebäude für magnetische und Strahlungsmessungen (A 14) mit Nebengebäude (A 15); Meteorologisch-Magnetisches Observatorium mit Hauptgebäude (A 62), Nebengebäuden (A 63, A 64) und Archiv, Messfeld, Magnetisches Observatorium (A 58), Gerätehaus (A 61), Waldhaus (Absoluthaus); Geodätisches Institut mit Hauptgebäude (A 17), Erdbebenwarte (A 18), Helmertturm (A 7), Meridianhäuser (A10, A 13), Miren, Messbahn (A 7), Instrumentenhaus (A 9), Observatorium für Winkelmessungen (A 11) sowie Außenanlagen | Einsteinturm mit Turmteleskop (A 22), Observatorium und Kuppelgebäude für den photographischen Refraktor (A 32), Helmertturm   | Königliche Observatorien für Astrophysik, Meteorologie und Geodäsie mit Erweiterungen (heute Wissenschaftspark Albert Einstein): Toranlage und Pförtnerhaus (A 41), Maschinen- und Pumpenhaus (A 37), Maschinistenhaus (A 40), Brunnenhaus (A 39); Astrophysikalisches Observatorium mit Hauptgebäude (A 31), Kuppelgebäude für den photographischen Refraktor (A 32), Kuppelgebäude mit Großem Refraktor (A 27), Einsteinturm mit Turmteleskop (A 22), Gebäude für Refraktor (A 23), Direktorenwohnhaus (A 33), Beamtenwohnhaus (A 26), Observatorenwohnhäuser (A 3, A 6), Assistentenwohnhaus (A 5), Wohnhaus „Freundlichhaus“ (A 34), Maschinenhaus (A 28), Wirtschaftsgebäude mit Hof (A 36); Laborgebäude für magnetische und Strahlungsmessungen (A 14) mit Nebengebäude (A 15); Meteorologisch-Magnetisches Observatorium mit Hauptgebäude (A 62), Nebengebäuden (A 63, A 64) und Archiv, Messfeld, Magnetisches Observatorium (A 58), Gerätehaus (A 61), Waldhaus (Absoluthaus); Geodätisches Institut mit Hauptgebäude (A 17), Erdbebenwarte (A 18), Helmertturm (A 7), Meridianhäuser (A10, A 13), Miren, Messbahn (A 7), Instrumentenhaus (A 9), Observatorium für Winkelmessungen (A 11) sowie Außenanlagen |
| 09155833 | Templiner Vorstadt Templiner Straße (Lage)     | „Heiliges Grabestor“, sogenannte Marienquelle | | weitere Bilder |
| 09157332 | Templiner Vorstadt Templiner Straße (Lage)     | Gedenkstein Johann August Tamm, nahe dem Gasthaus „Forsthaus Templin“ | | Gedenkstein Johann August Tamm, nahe dem Gasthaus „Forsthaus Templin“ |
| 09155831 | Templiner Vorstadt Templiner Straße 30 (Lage)  | Chausseehaus | | [[Vorlage:Bilderwunsch/code!/C:52.383422,13.054471!/D:Templiner Vorstadt Templiner Straße 30, Chausseehaus!/\|BW]] |
| 09155832 | Templiner Vorstadt Templiner Straße 102 (Lage) | Gasthaus „Forsthaus Templin“ | | weitere Bilder |
| 09156675 | Jägervorstadt Tieckstraße 1 (Lage)             | Mietwohnhaus mit Einfriedung | | Mietwohnhaus mit Einfriedung |
| 09156676 | Jägervorstadt Tieckstraße 4 (Lage)             | Mietwohnhaus mit Hofgebäude, Vorgarten und Einfriedung | | Mietwohnhaus mit Hofgebäude, Vorgarten und Einfriedung |
| 09156677 | Jägervorstadt Tieckstraße 5 (Lage)             | Wohnhaus mit Remise, Resten der Einfriedung und Zufahrtsweg | | Wohnhaus mit Remise, Resten der Einfriedung und Zufahrtsweg |
| 09156678 | Jägervorstadt Tieckstraße 6 (Lage)             | Mietwohnhaus mit Einfriedung | | Mietwohnhaus mit Einfriedung |
| 09156679 | Berliner Vorstadt Tizianstraße 16 (Lage)       | Wohnhaus mit Einfriedung | | Wohnhaus mit Einfriedung |
| 09156773 | Templiner Vorstadt Tornowstraße 4 (Lage)       | Wohnhaus | | [[Vorlage:Bilderwunsch/code!/C:52.388458,13.042898!/D:Templiner Vorstadt Tornowstraße 4, Wohnhaus!/\|BW]] |
| 09156680 | Templiner Vorstadt Tornowstraße 9 (Lage)       | Wohnhaus Hechler mit Einfriedung | Bauherr: Johannes Hechler, Kursmakler Baujahr: 1925 Architekt: Otto Rudolf Salvisberg                                          | [[Vorlage:Bilderwunsch/code!/C:52.38936,13.043671!/D:Templiner Vorstadt Tornowstraße 9, Wohnhaus Hechler mit Einfriedung!/\|BW]] |
| 09156189 | Templiner Vorstadt Tornowstraße 47 (Lage)      | Landhaus Böhm | | [[Vorlage:Bilderwunsch/code!/C:52.386708,13.041383!/D:Templiner Vorstadt Tornowstraße 47, Landhaus Böhm!/\|BW]] |
| 09156190 | Drewitz Trebbiner Straße 63 (Lage)             | Chausseehaus | | [[Vorlage:Bilderwunsch/code!/C:52.359402,13.129598!/D:Drewitz Trebbiner Straße 63, Chausseehaus!/\|BW]] |
| 09157365 | Tschaikowskiweg 1 (Lage)                       | Landhaus Cramer mit Garten und Einfriedungsmauer | | BW |
| 09157211 | Stern Tschaikowskiweg 4 (Lage)                 | Wohnhaus | Das Gebäude ist das ehemalige Wohnhaus des Kunsthistorikers Wilhelm Fraenger und heutiger Sitz des „Wilhelm-Fraenger-Archivs“. | Wohnhaus |
| 09157336 | Tschaikowskiweg 11 (Lage)                      | Wohnhaus mit hausnahem Garten | | BW |
| 09156007 | Babelsberg Nord Tuchmacherstraße 34 (Lage)     | Kolonistenhaus in der alten „Kolonie Nowawes“ | | Kolonistenhaus in der alten „Kolonie Nowawes“ |
| 09156008 | Babelsberg Nord Tuchmacherstraße 35 (Lage)     | Kolonistenhaus in der alten „Kolonie Nowawes“ | | Kolonistenhaus in der alten „Kolonie Nowawes“ |
| 09156009 | Babelsberg Nord Tuchmacherstraße 51 (Lage)     | Gemeindeschule 1 in der alten „Kolonie Nowawes“ | | Gemeindeschule 1 in der alten „Kolonie Nowawes“ |
| 09156780 | Nördliche Innenstadt Türkstraße (Lage)         | Rest der Stadtmauer zwischen der Straße Am Kanal und Türkstraße | | Rest der Stadtmauer zwischen der Straße Am Kanal und Türkstraße |